# Burgruine Rottenegg
Die Burgruine Rottenegg liegt auf einer Anhöhe im Ortsteil Rottenegg der Gemeinde St. Gotthard im Bezirk Urfahr-Umgebung im Mühlviertel in Oberösterreich. Die Burg wurde im 13. Jahrhundert zum ersten Mal urkundlich erwähnt und ist heute in Privatbesitz.

## Lage

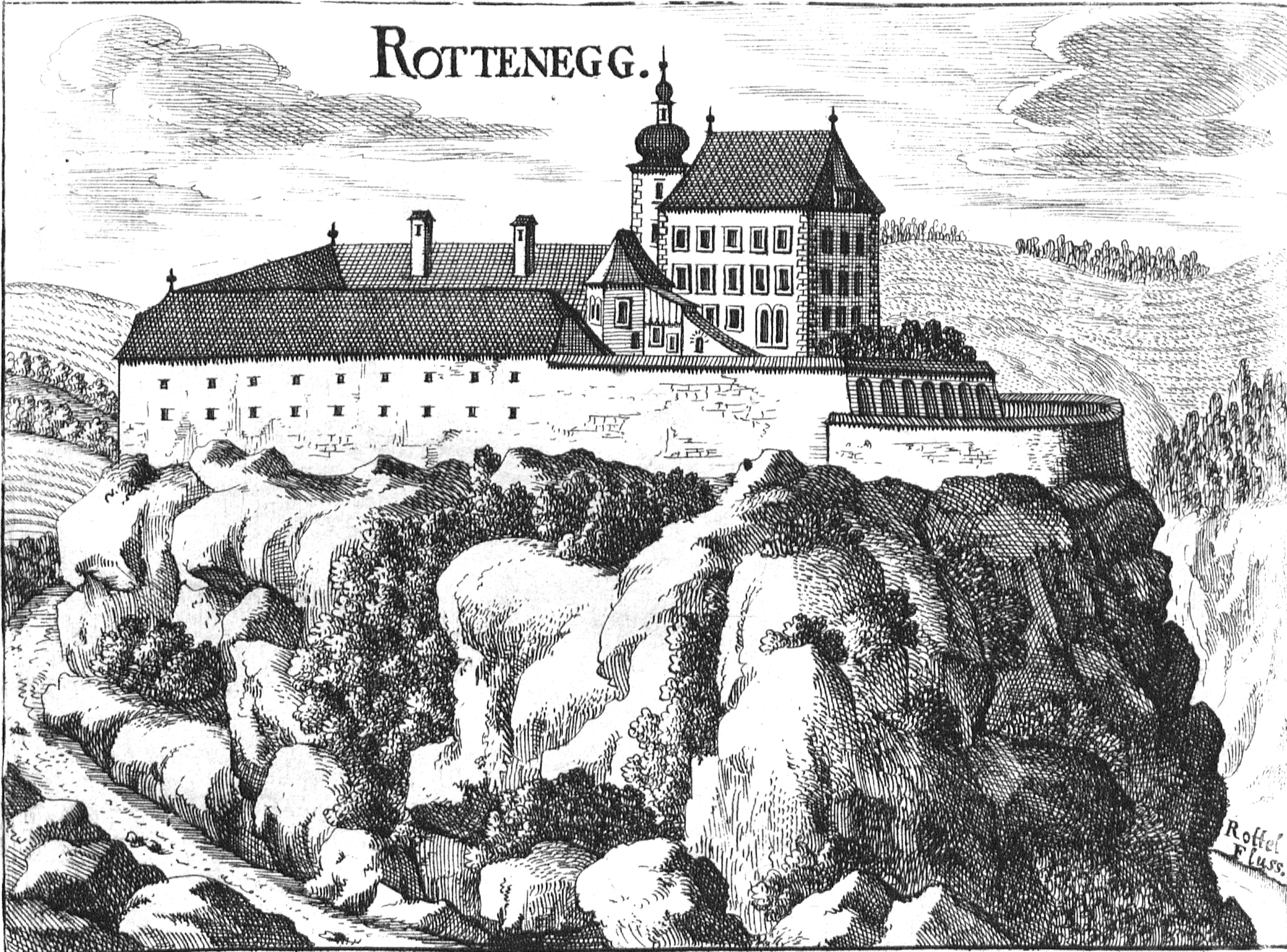
Burgruine Rottenegg nach einem Stich von Georg Matthäus Vischer von 1674

Die Ruine der kleinen Höhenburg liegt auf der vorgeschobenen Felsnase eines steilen Hügels nahe dem Ortskern von Rottenegg am Zusammenfluss von Kleiner und Großer Rodl auf einer Höhe von 310 m ü. A.

## Name
Der Namensteil mittelhochdeutsch rôt (= rot) deutet möglicherweise auf eine Färbung des dortigen Gesteins hin, könnte sich jedoch auch auf die Farbe des ehemaligen Gebäudeanstrichs beziehen. Mhd. egge, eck (= Ecke) beschreibt eine vorspringende, seitlich abfallende Geländekante. Die im Mittelalter gebräuchliche dativische Verwendung von Ortsnamen führte zum heutigen zusammengezogenen Ortsnamen, für den sich die Schreibung mit Doppel-t etablierte: (zum) roten Eck – Rottenegg.

## Geschichte
| Jahr | Urkundliche Bezeichnung |
| ---- | ----------------------- |
| 1242 | „Rotenekk“              |
| 1285 | „Rotenekk“              |
| 1378 | „Rotenekk“              |

Als erste bekannte Besitzer von Burg Rottenegg traten am 25. Juli 1285 die Brüder Chunrat und Sighart die P(B)iber von Rotenek auf. Die männliche Linie des Rottenegger Familienzweiges der Piber starb mit Otto II. um 1340 aus. Dessen Tochter Dietmut ehelichte Herrmann von Landenberg, in dessen Besitz die Burg überging. 1363 wurde der Besitz an die Söhne Ruger und Berengar von Landenberg übergeben. Danach wechselten die Besitzer bzw. Lehensinhaber noch mehrmals: 1375 ging die Burg an die Herren von Walsee, 1377 an Rudolf Neundling als (Kauflehen), nach dem Aussterben der Walseer an die Habsburger (Besitz), 1489 an Balthasar Neundlinger (Lehen), 1494 über dessen Ehefrau Agnes Greisenegger an die Familie Greisenecker. Im 16. Jahrhundert wurde die Burg von den Giengern neu gebaut, 1586 kam sie im Erbwege an die Familie Künast, wenige Jahre später durch Kauf an Christoph Artstetter von Wartberg. Im Jahr 1600 wurde die Burg in ein Schloss umgebaut. 1606 kam das Schloss an Jobst Schmidtauer von Oberwallsee und Etzelsdorf, 1712 veräußerte Franz Veit von Schmidtauer das Schloss an den Grafen Gundaker Thomas Starhemberg.

Burgruine Rottenegg
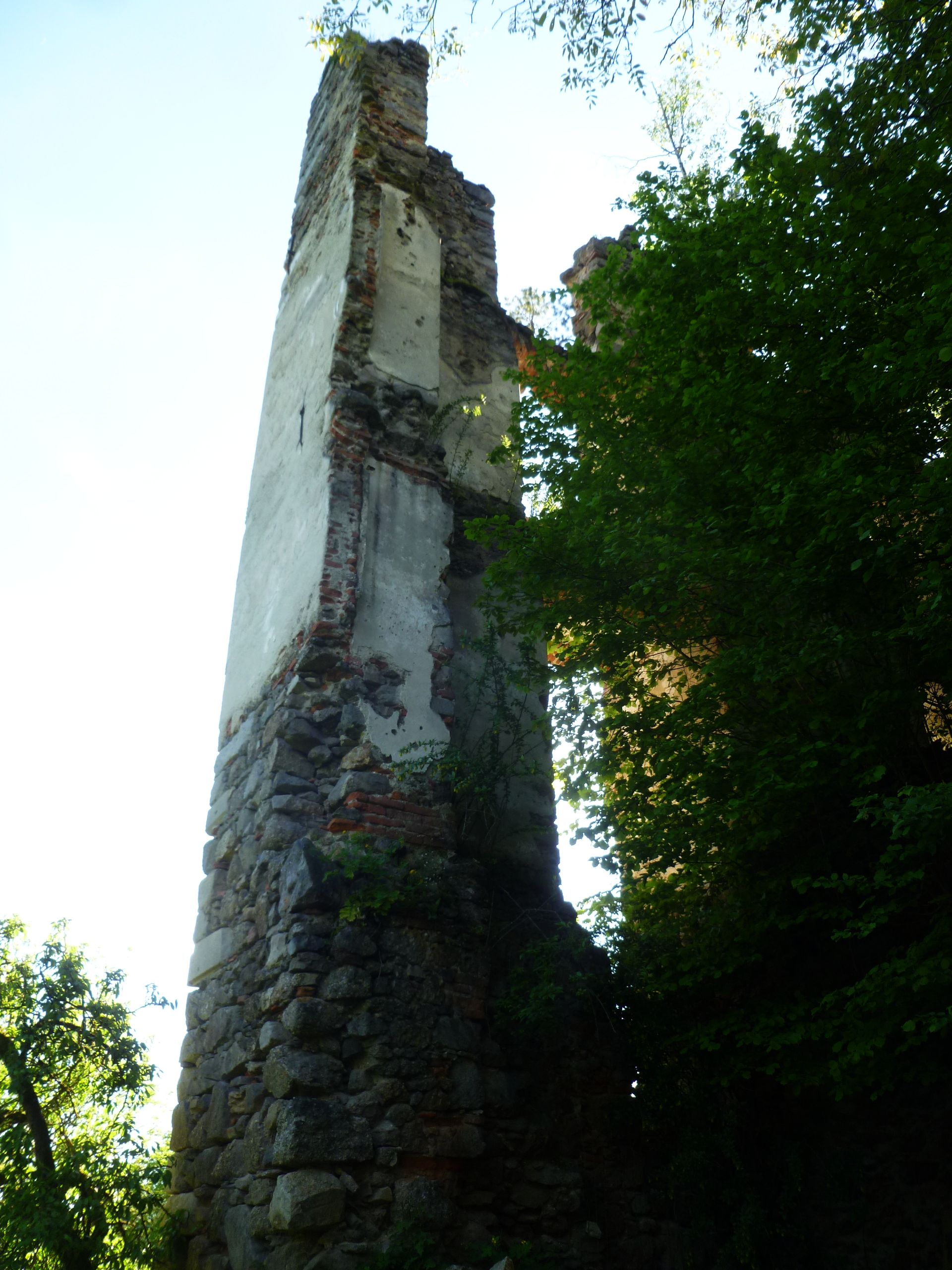
Ostansicht der Burgruine Rottenegg
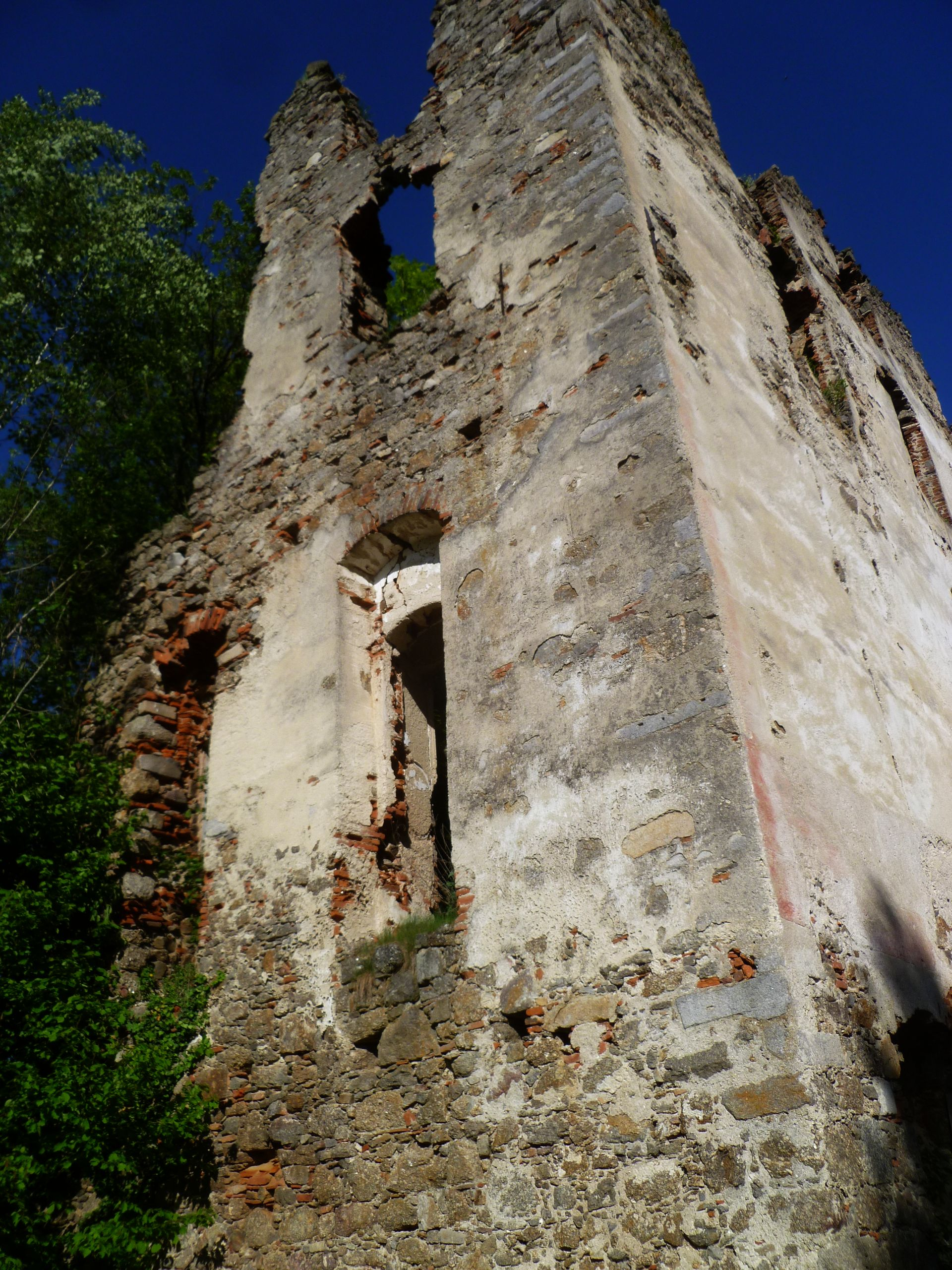
Westansicht der Burgruine Rottenegg
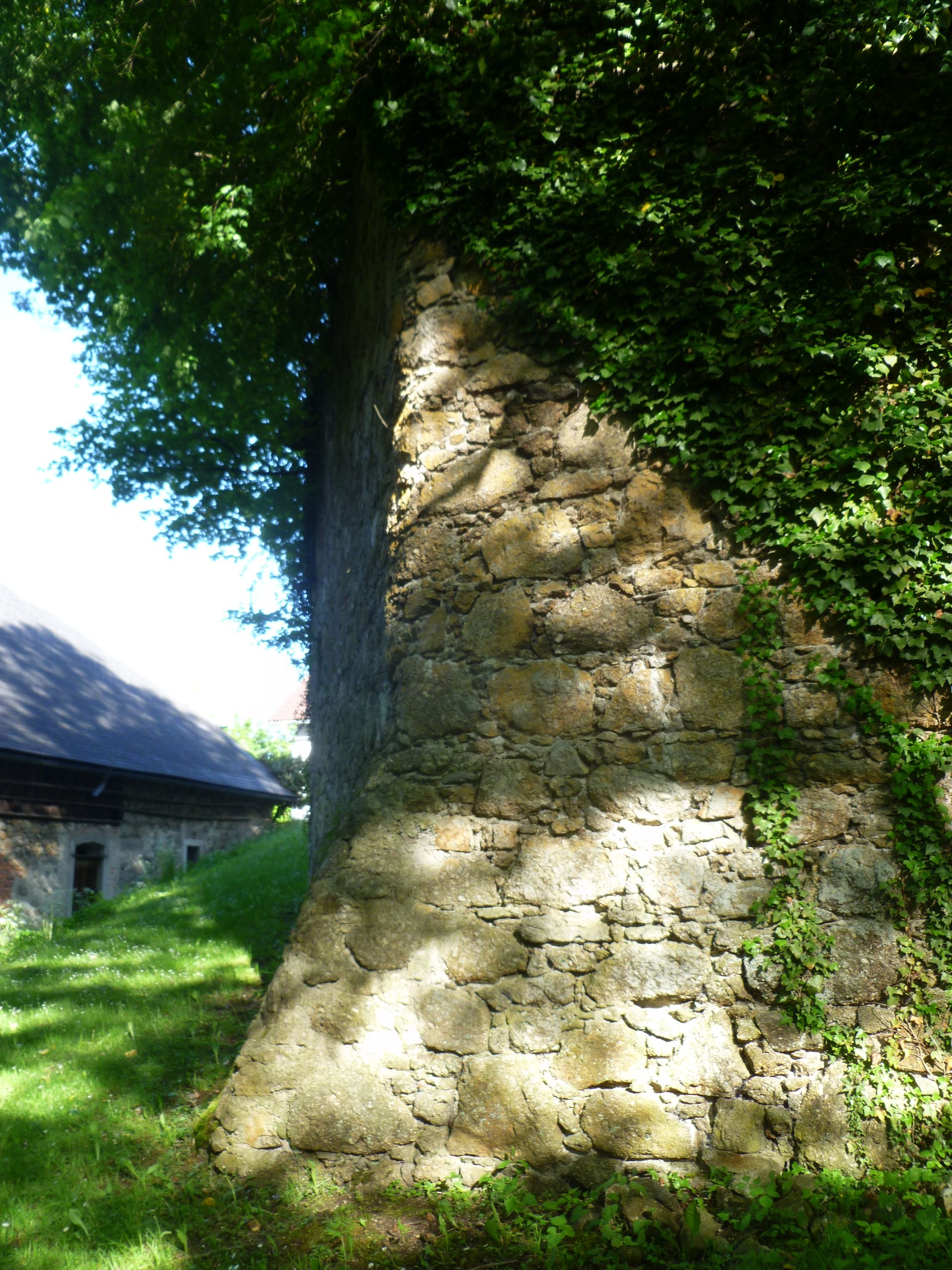
Burgruine Rottenegg: Burgmauer
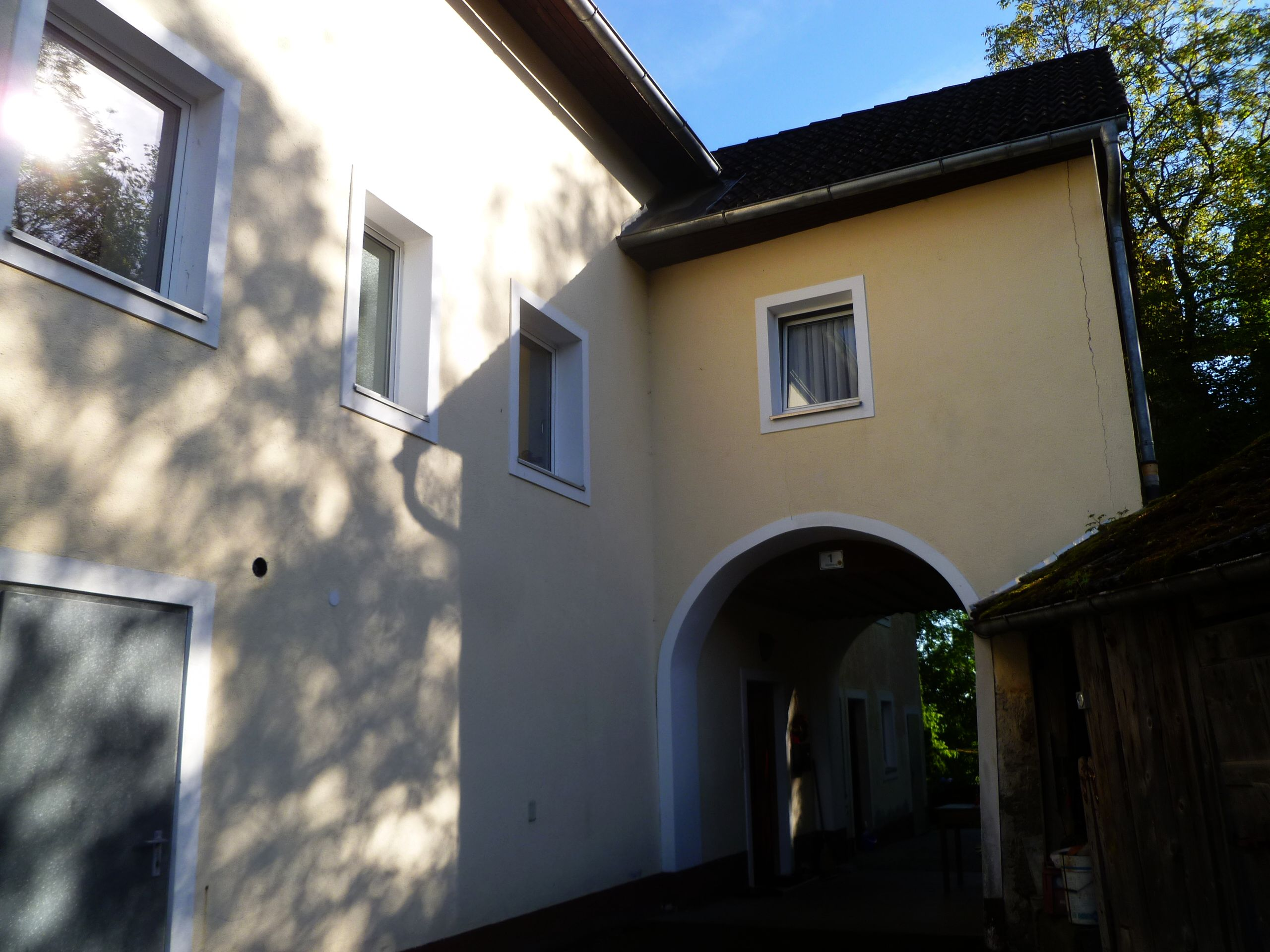
Torhaus
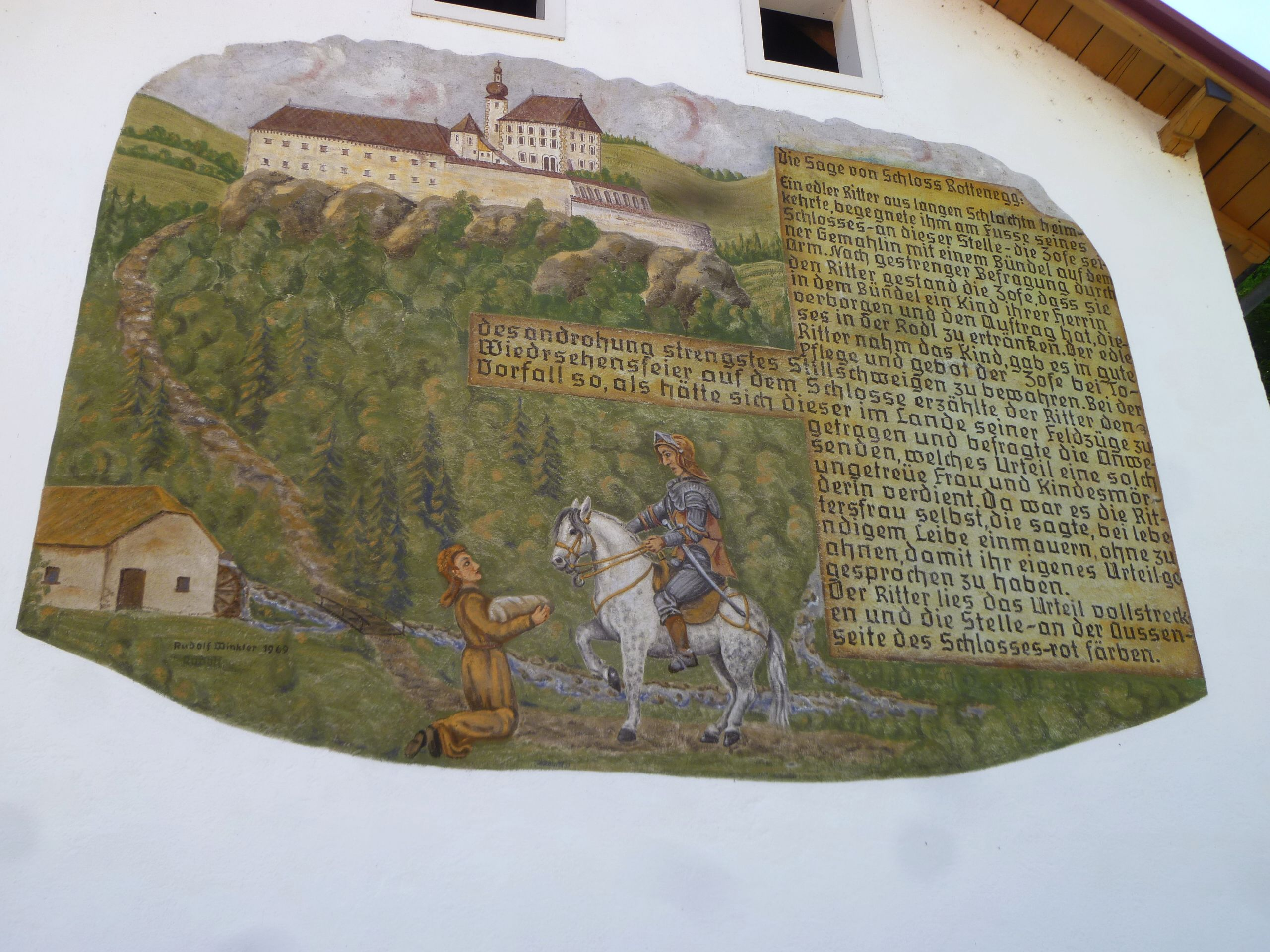
Sage um die Burgruine Rottenegg

Die Herrschaft Rottenegg wurde zur Zeit des starhembergischen Besitzes mit der Herrschaft Eschelberg vereinigt und anfangs durch einen Pfleger verwaltet. Die Burg wurde aber noch Anfang des 18. Jahrhunderts vom Personal verlassen, armen Leuten als Wohnung zur Verfügung gestellt und schließlich dem Verfall preisgegeben. Seit 1936 ist die Anlage im Besitz der Familie Plakolm.

Im Jahr 1712 wurde die als Schlösschen umgestaltete Anlage wie folgt beschrieben: 

„Erstlichen wird das wohlerbaute Schloß, eine halbe Meil von der Donau nächst Ottensheim an einem sehr lustigen ganz annehmlichen Ort gelegen, welches nit allein in 3 Garn höch mit annehmlichen Zimmern, einen grossen Saal, schönen großen Kapellen und Gewölbern, sondern auch mit guten in Stein gehauenen Kellern; worin man wenigst in die 2000 Eimer allerlei Getränk legen kann, wie auch mit einem absonderlich gleich an das Schloß gebauten Stöckl versehen, samt […] wohl erbauten Bräuhaus und ebenfalls wohlerbauten Meierhof mit gemauerten großen Pferd- und s. v. Viehställen.“

## Beschreibung
Erhalten sind fast nur noch die Außenmauern des Palas an der ehemaligen Nordseite der Burg. Das einst dreigeschoßige Gebäude besitzt keine Zwischendecken mehr; es lässt an den Innenwänden noch Reste von Stuck und Fresken erkennen. Vom einstigen Bergfried an der Ringmauer sowie von den Wirtschaftsgebäuden zeugen noch vereinzelt Mauerreste. Der ehemalige Torbau ist hingegen gut erhalten und wird noch bewohnt. Eine Sage, die sich um die Burg rankt, ist in einem Sgraffito auf einem Haus unterhalb der Ruine abgebildet. Darin wird erklärt, warum die Burgmauer rot gefärbt ist.